# Vintage Garage
Vintage Garage è una serie televisiva francese trasmessa in prima visione in Francia dal 18 maggio 2016 su RMC Découverte, su Tipik da settembre 2020. In Italia va in onda su Motor Trend dal 2021.
Nella prima stagione il programma si chiamava Vintage Mecanic, dalla seconda prese il nome attuale.

## Il programma
Durante ogni episodio François Allain, insieme al suo taxi inglese, compra auto e moto, a volte che non partono proprio, cercando di trattare coi venditori. Una volta comprata, l'auto viene trasportata in un container alla periferia di Parigi dove verrà presentata a quattro meccanici che la controlleranno, per poi fare un'offerta per aggiudicarsi i lavori di restauro. Il meccanico che offre il prezzo inferiore si aggiudica i lavori di restauro.
François si occupa di reperire i pezzi, mentre il capo meccanico, insieme ad altri meccanici, si occupano del restauro. Terminato il lavoro François tenta di vendere il veicolo e di ottenere un buon profitto.

## Episodi
| Stagione         | Episodi | Prima TV Francia | Prima TV Italia |
| ---------------- | ------- | ---------------- | --------------- |
| Prima stagione   | 6       | 2016             | 2021            |
| Seconda stagione | 12      | 2017             | 2021            |
| Terza stagione   | 10      | 2017-2018        | 2021            |
| Quarta stagione  | 12      | 2019             | 2021            |
| Quinta stagione  | 12      | 2020             | 2022            |
| Sesta stagione   | 15      | 2020-2021        | 2022            |
| Settima stagione | 17      | 2022             | 2023            |
| Ottava stagione  | 20      | 2023             | 2023            |

## Doppiatori italiani
| Doppiatori          | Nomi                               |
| ------------------- | ---------------------------------- |
| Massimo De Ambrosis | François Allain                    |
| Fabrizio Russotto   | Olivier De Stéfano                 |
| Danila Abbruzzese   | Céline Paillard                    |
| Francesco Cavuoto   | David André                        |
| Luca Violini        | Eric Spetebroodt                   |
| Raffaele Palmieri   | Nicolas Guenneteau                 |
| Gabriele Vender     | Pascal Nicolas                     |
| Daniele Valenti     | Jean-Francois Gartin detto "Jehef" |